# Iraniërs in Nederland
Iraniërs (of Perzen) in Nederland (Perzisch: ایرانیان هلند) vormen een van de grotere nieuwe herkomstgroeperingen met een aantal van 59.564 mensen per 1 mei 2023. De meeste zijn geïmmigreerd na de Islamitische Revolutie van 1979.

## Populatie

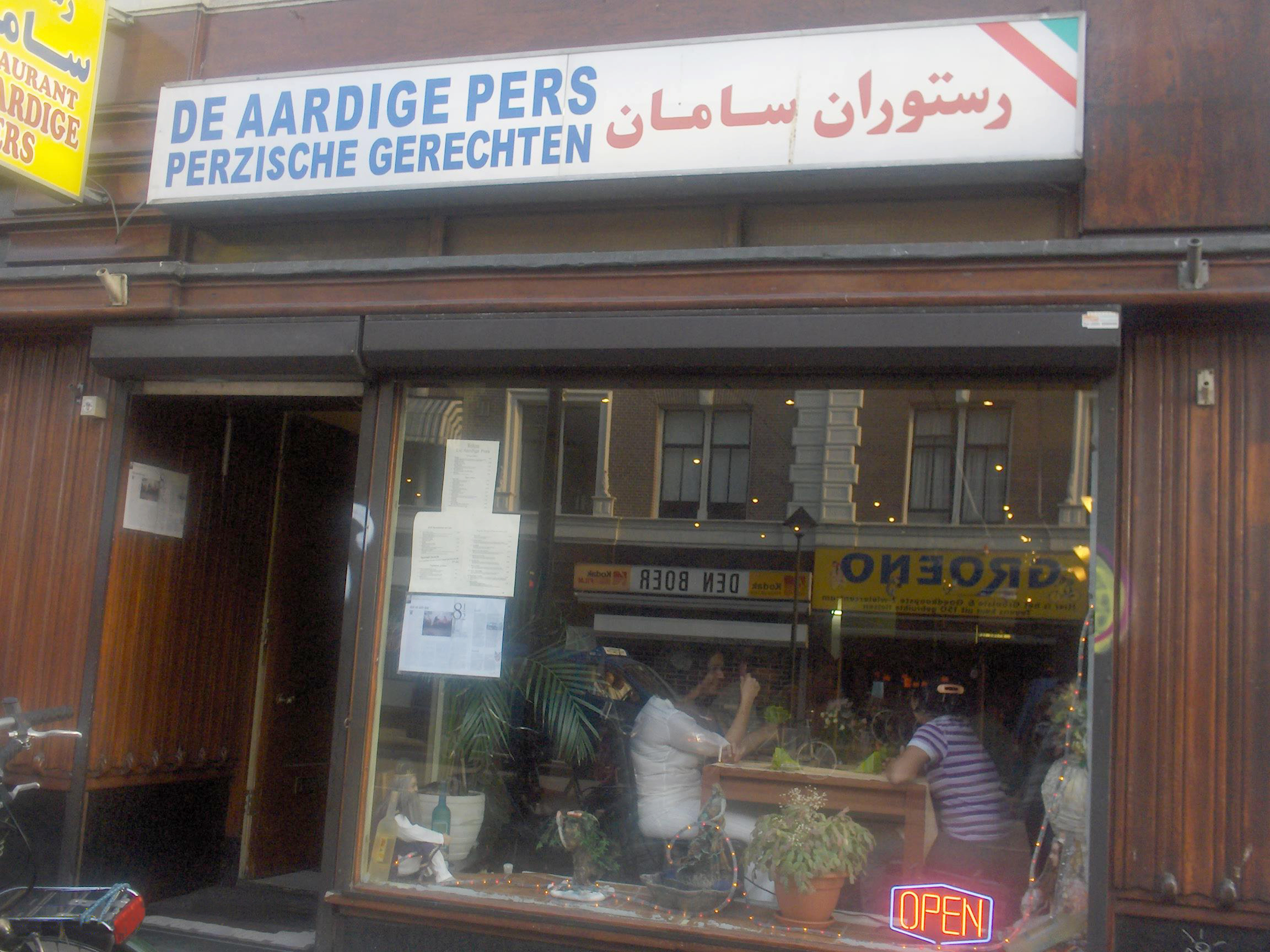
Een Perzisch restaurant in Nederland, 2006

De statistieken van 2012 volgens het Centraal Bureau voor de Statistiek zijn als volgt:
- 27.012 eerste generatie Iraniërs (waarvan 14.815 mannen en 12.197 vrouwen)
- 7.214 tweede generatie Iraniërs (waarvan 3.739 mannen en 3.475 vrouwen)
- 2.928 tweede generatie Iraniërs met één buitenlandse ouder (waarvan 1.524 mannen en 1.404 vrouwen)
- 4.286 tweede generatie Iraniërs met beide ouders buitenlands (waarvan 2.215 mannen en 2.071 vrouwen)

## Religie
Volgens een onderzoek van het CBS uit 2012 rekende 51 procent van de Iraniërs zich tot een religie, maar bezocht slechts 11% godsdienstige bijeenkomsten zoals een moskee of kerk. Van de Iraniërs in Nederland die godsdienstig zijn, zijn de islam en het christendom de meest voorkomende religies. Van de Iraniërs die christen zijn, is een groot deel dit geworden door bekering. Tevens zijn het jodendom, zoroastrisme en bahaigeloof ook godsdiensten die in Iran voorkomen; er is echter geen significant aantal Iraniërs bekend die de betreffende religies in Nederland aanhangen.

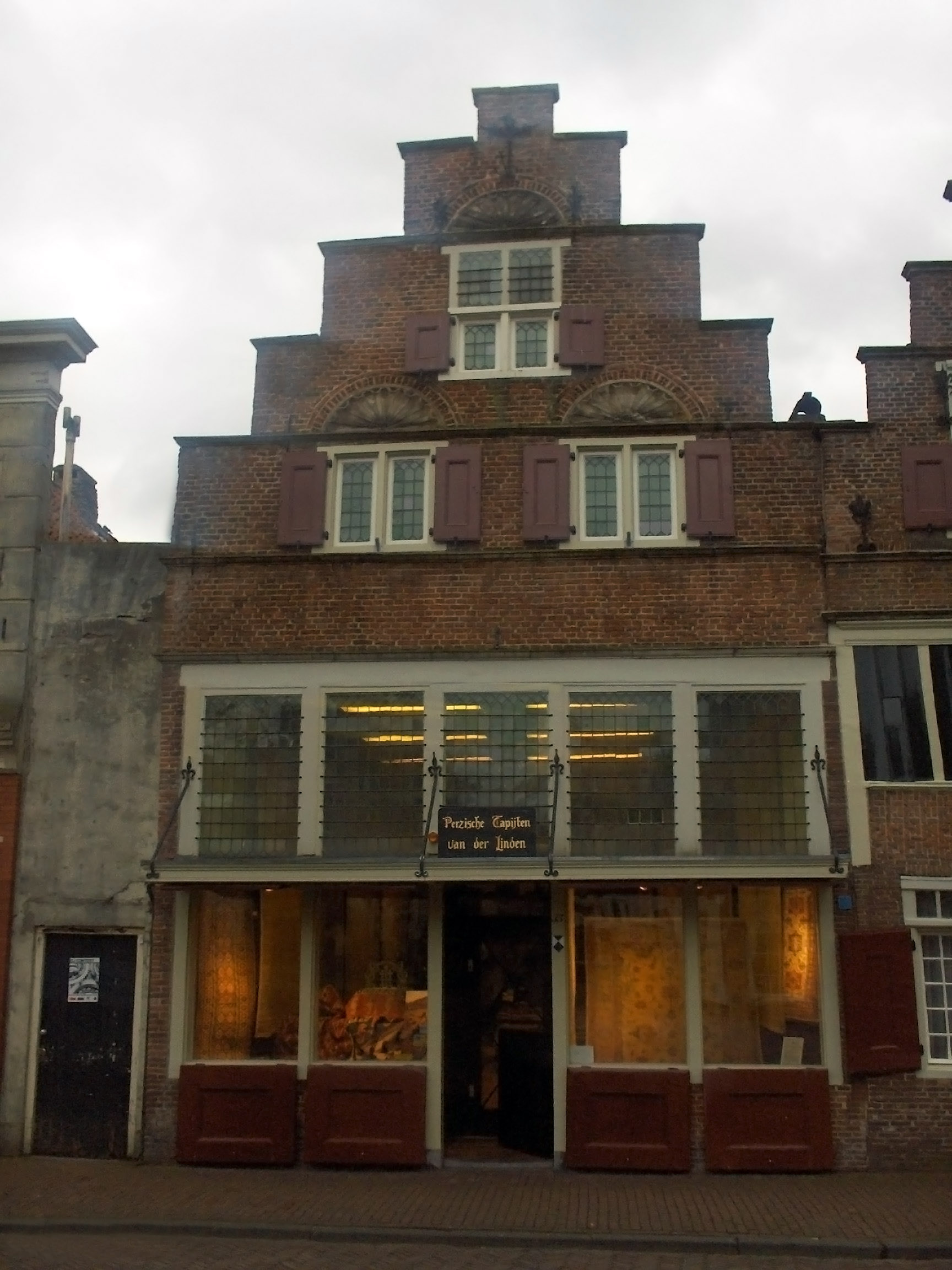
Galerij van de Perzische tapijten in Amersfoort

## Onderwijs
De instroom van Iraniërs in het hoger onderwijs in Nederland is hoog: in 2011-2012 was het gemiddelde instroompercentage in het hbo 52 procent en in het wo 35 procent. Van de middelbare scholieren met een Iraanse achtergrond zat in het derde leerjaar in 2009 49 procent op de havo of het vwo. Er is een voorkeur voor studies die in Iran als prestigieus gelden, waaronder geneeskunde, tandheelkunde en technische studies.

## Identiteit en cultuur
Iraniërs hebben een nationaal collectieve identiteit die haar oorsprong vindt in de tijd van het Perzische Achaemedische en Sassanidische rijk. Het Perzische nieuwjaar nowruz en de Perzische poëzie zijn voorbeelden van belangrijke pilaren van de identiteit. Afhankelijk van hoe gelovig iemand is en of iemand überhaupt gelovig is, kan ook godsdienst een belangrijk onderdeel uitmaken van de identiteit. Veel Iraniërs zijn bekend met het poëtisch werk van Ferdowsi, die in zijn gedichtenbundel Sjahnameh (Boek der Koningen), de nationale epos van Iran uit de elfde eeuw, een poëtisch verhaal vertelt over de voor-islamitische periode van Perzië/Iran. Deze periode wordt onder veel Iraniërs geïdealiseerd na het teleurstellende resultaat van de Iraanse Revolutie. De Perzische cultuur omvat de historische volksidentiteit, zoroastristische en islamitische elementen, maar ook hedendaagse westerse denkbeelden.
In 2010 richtte een groep van Perzisch-Nederlanders het "Persian Dutch Network" op. Het is een onafhankelijk netwerk met als voornaamste doelstelling de Perzische cultuur te introduceren in Nederland en Nederlanders en Perzen dichter bij elkaar te brengen. PDN probeert ook de Perzische (Iraanse) gemeenschap in Nederland te helpen om zich de diverse sociale en culturele aspecten van Nederland eigen te maken en beter te integreren in de Nederlandse samenleving.

## Bekende Perzische Nederlanders
- Kader Abdolah, schrijver

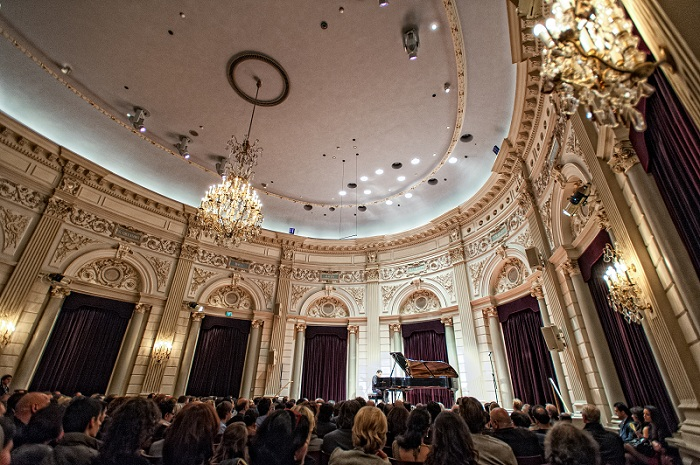
Perzisch pianorecital door Pejman Akbarzadeh, Amsterdam Concertgebouw, 2012

- Pejman Akbarzadeh, pianist, journalist en documentairemaker
- Afshin Ellian, rechtsgeleerde, filosoof en dichter
- Ulysse Ellian, politicus
- Reza Ghoochannejhad, voetballer
- Halleh Ghorashi, antropoloog
- Peyman Jafari, historicus
- Alireza Jahanbakhsh, voetballer
- Farah Karimi, politica
- Nafiss Nia, dichter, filmmaker en cultureel ondernemer
- Ali Niknam, ondernemer
- Anna Nooshin, ondernemer, presentatrice en modeblogger
- Sahand Sahebdivani, verhalenverteller
- Sevdaliza, zangeres en basketbalster
- Keyvan Shahbazi, schrijver, columnist, psycholoog en adviseur
- Sander Terphuis, worstelaar, jurist en politicus
- Xerxes Naseri, zanger